# He's the DJ, I'm the Rapper
Albums de DJ Jazzy Jeff and The Fresh Prince
Rock the House
(1987) And in This Corner…
(1989)
Singles
1. Brand New Funk
Sortie : 2 décembre 1987
2. Parents Just Don't Understand
Sortie : 17 février 1988
3. A Nightmare on My Street
Sortie : 1er août 1988

He's the DJ, I'm the Rapper est le deuxième album studio de DJ Jazzy Jeff and The Fresh Prince, sorti le 29 mars 1988.
L'album s'est classé 4e au Billboard 200 et 5e au Top R&B/Hip-Hop Albums et a été certifié triple disque de platine par la Recording Industry Association of America (RIAA) le 1er février 1995.
En 1998, le magazine The Source a sélectionné l’opus parmi les « 500 meilleurs albums de rap ».
La chanson Parents Just Don't Understand a remporté en 1988 le premier Grammy Award de l’histoire du rap.

## Liste des titres
| No  | Titre                                | Contient un (des) sample(s) de | Durée |
| --- | ------------------------------------ | --- | ----- |
| 1.  | Nightmare on My Street               | A Nightmare on Elm Street Title Song de Charles Bernstein | 4:55  |
| 2.  | Here We Go Again                     | Westchester Lady de Bob James | 4:01  |
| 3.  | Brand New Funk                       | My Thang de James Brown Bouncy Lady de Pleasure (Fallin Like) Dominoes de Donald Byrd Make It Funky de James Brown AJ Scratch de Kurtis Blow Love Rap de Spoonie Gee and The Treacherous Three I Can't Live Without My Radio de LL Cool J | 4:04  |
| 4.  | Time to Chill                        | Breezin' de George Benson | 4:24  |
| 5.  | Charlie Mack (1st out of the Limo)   | Tough de Kurtis Blow Change the Beat (Female Version) de Beside | 4:46  |
| 6.  | As We Go                             | Impeach the President dees Honey Drippers La Di Da Di de Doug E. Fresh & Slick Rick God Make Me Funky des Headhunters featuring The Pointer Sisters                                                                                       | 5:34  |
| 7.  | Parents Just Don't Understand        | Won't You Be My Friend de Peter Frampton I Can't Stop de John Davis and the Monster Orchestra | 5:15  |
| 8.  | Pump Up the Bass                     | Funky Drummer de James Brown | 5:13  |
| 9.  | Let's Get Busy Baby                  | Sir Duke de Stevie Wonder | 4:06  |
| 10. | Another Special Announcement         | | 2:12  |
| 11. | Live at Union Square (November 1986) | Apache de l'Incredible Bongo Band Got to Be Real de Cheryl Lynn Dance to the Drummer's Beat d'Herman Kelly & Life | 4:07  |
| 12. | D.J. on the Wheels                   | Punk Rock Rap des Cold Crush Brothers The Magnificent Jazzy Jeff de DJ Jazzy Jeff & the Fresh Prince | 2:43  |
| 13. | My Buddy                             | Impeach the President des The Honey Drippers It's a New Day So Let a Man Come in and Do the Popcorn de James Brown | 3:40  |
| 14. | Rhythm Trax - House Party Style      | 122 BPM de Jive Rhythm Trax Thriller de Michael Jackson The Show de Doug E. Fresh & Slick Rick | 4:39  |
| 15. | He's the D.J., I'm the Rapper        | Groove to Get Down de T-Connection Jungle Love du Steve Miller Band I Can't Stop de John Davis et le Monster Orchestrz Breakthrough d'Isaac Hayes                                                                                         | 4:56  |
| 16. | Hip Hop Dancer's Theme               | Funky Drummer de James Brown Take Me to the Mardi Gras de Bob James (Nothing Serious) Just Buggin' de Whistle | 2:55  |
| 17. | Jazzy's in the House                 | Funky President de James Brown Change the Beat (Female Version) de Beside | 3:01  |
| 18. | Human Video Game                     | Donkey Kong Start de Yukio Kaneoka | 4:13  |